# Piston à vapeur
Le piston à vapeur (ou marmite de Papin) est un vase cylindrique en métal muni d’un couvercle hermétique, destiné à faire bouillir de l’eau pour lui faire atteindre une température supérieure à 100 °C. Il a été inventé par Denis Papin en 1690.